# Hans Mühlemann
Hans Mühlemann (* 11. Oktober 1923 in Wohlau, Landkreis Wohlau, Provinz Niederschlesien; † 22. Dezember 1992 in Wismar) war ein deutscher Maler und Grafiker.

## Leben und Werk
Hans Mühlemann wurde nach dem Abitur 1942 in Wohlau zur Wehrmacht einberufen und geriet im selben Jahr in sowjetische Kriegsgefangenschaft, aus der er 1946 entlassen wurde. In dieser Zeit konnte er in einer Künstlerstube arbeiten. Von 1948 bis 1950 absolvierte er in Magdeburg eine Lehre als Lithograf und arbeitete in diesem Beruf. Von 1950 bis 1953 studierte er Gebrauchsgrafik an der Fachschule für angewandte Kunst in Magdeburg. Bereits 1953 wurde er Kandidat und 1958 Mitglied im Verband Bildender Künstler der DDR, dem er bis 1990 angehörte.
Von 1953 bis 1958 studierte Mühlemann Malerei bei Erich Fraaß und Rudolf Bergander an der Hochschule für Bildende Künste in Dresden. Zu seine Kommilitonen gehörten u. a. Siegfried Huth, Günter Tiedeken und Horst Weber.
Danach arbeitete Mühlemann als freischaffender Maler und Grafiker in Dresden und ab 1961 in Wismar. Dort leitete er bis 1989 die Abteilung Bildende Kunst an der kommunalen Musikschule, die er wesentlich mitprägte. Dafür wurde er u. a. mit der Johannes-R. Becher-Medaille und der Pestalozzi-Medaille für treue Dienste geehrt.
Als Maler und Grafiker war er, so der Grafiker Klaus-Dieter Steinberg (* 1946), einer der „gestandensten Chronisten“ Wismars. In Wismar erteilte er auch privaten Unterricht im Fach Bildende Kunst. Mehrere seiner Schülerinnen und Schüler schlugen später eine künstlerische Laufbahn ein.
Bilder Mühlemanns wurden in der DDR von Institutionen und volkseigenen Betrieben erworben. Davon befinden sich einige im Kunstarchiv Beeskow.

## Ausstellungen (unvollständig)

### Personalausstellungen
- 1965: Freital, Haus der Heimat („5 junge Künstler stellen aus.“ Mit Siegfried Huth, Wolfgang Thiel, Günter Tiedeken und Lothar Weber)
- 1965: Wismar, Kunstkabinett (Aquarelle und Grafiken)
- 1966: Wismar, Haus der Kultur (Prager Impressionen, Reiseskizzen aus Bulgarien und der Sowjetunion)
- postum 1993: Wismar, Galerie hinter dem Rathaus („In memoriam“)

### Teilnahme an zentralen und wichtigen regionalen Ausstellungen in der DDR
- 1963: Wanderausstellung „Grafik der DDR im Kampf für den Frieden“

- 1969 bis 1974: Rostock, fünf Bezirkskunstausstellungen
- 20.10. bis 26.11.2023: Sonderausstellung „Begegnungen“ im Museum Schabbell, Wismar[4]